# Ceyx cyanopectus
Ceyx cyanopectus е вид птица от семейство Alcedinidae.

## Разпространение
Видът е ендемичен за субтропичните и тропическите сухи и мангрови гори на Филипините.

## Описание
Храни се с риба и водни насекоми.

## Размножаване
Малко се знае за неговото поведение, въпреки че е известно че гнездят в тунели, изкопани в бреговете на потоци и реки.